# Distaplia progressa
Distaplia progressa är en sjöpungsart som beskrevs av Monniot 1991. Distaplia progressa ingår i släktet Distaplia och familjen Holozoidae. Inga underarter finns listade i Catalogue of Life.